# Hradište pod Vrátnom

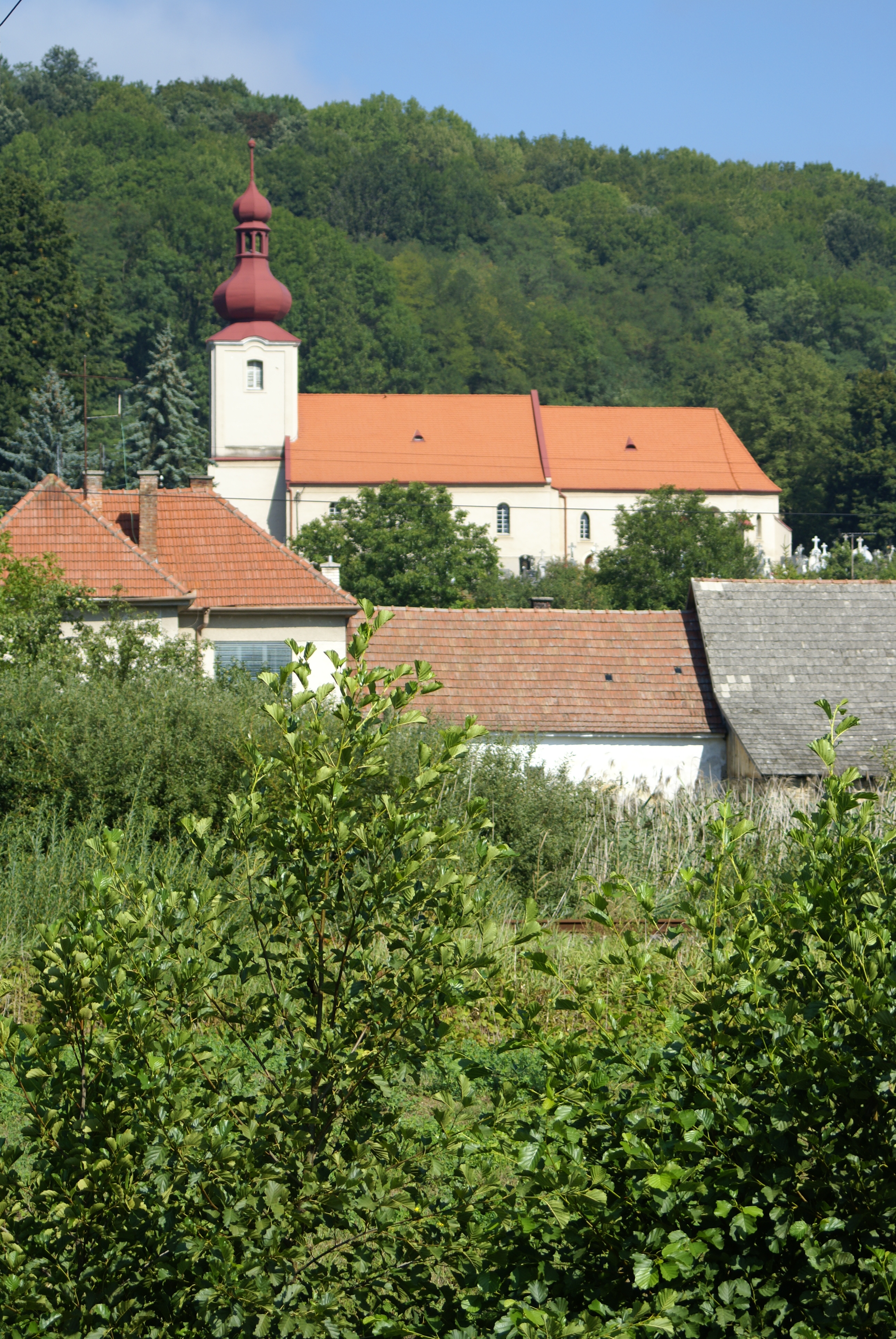
Hradište pod Vrátnom

Hradište pod Vrátnom (Hongaars: Harádics) is een Slowaakse gemeente in de regio Trnava, en maakt deel uit van het district Senica.
Hradište pod Vrátnom telt in oktober 2010 685 inwoners.